# Piazza Garibaldi (Pise)
Pour les articles homonymes, voir Garibaldi (homonymie).
La Piazza Garibaldi est une place de Pise située dans le centre-ville, au pied du Ponte di Mezzo.

## Histoire et description
Dans les temps anciens, la zone s'appelait Piazza di Ponte di Mezzo et abritait la loggia Galletti, à partir de laquelle ouvrait la Via dei Setaioli, l'actuel Lungarno Mediceo.
La place est entourée de bâtiments notables, tels que l'ancienne auberge des Tre Donzelle et surtout le Casino dei Nobili du XVIIIe siècle. La place est également le point d'entrée vers les endroits les plus évocateurs de la ville : du vicolo delle Donzelle, on rejoint la piazza delle Vettovaglie, puis le cœur de la ville du début du Moyen Âge ; de Borgo Stretto, annoncé par la Madonna dei Vetturini, copie en bois d'une œuvre en marbre du XIVe siècle de Nino Pisano située dans le musée national San Matteo, mène aux quartiers de Sant'Anna et de San Francesco ; de la piazza del Pozzetto, on pénètre dans le quartier des théâtres, par la médiévale via dei Rigattieri.
Au centre de la place se trouve la statue en bronze représentant Giuseppe Garibaldi, œuvre d'Ettore Ferrari de 1892. Sur la base du monument sont représentés les moments saillants de sa vie, en particulier l'arrivée à Pise après la blessure à Aspromonte.
Piazza Garibaldi et Piazza XX Settembre, de l'autre côté du fleuve, représentent respectivement les camps de base de Tramontana et celui de Mezzogiorno pendant le Gioco del Ponte, lieux à partir desquels les décisions les plus importantes sont prises pendant le défi.